# Sonet 99 (William Szekspir)

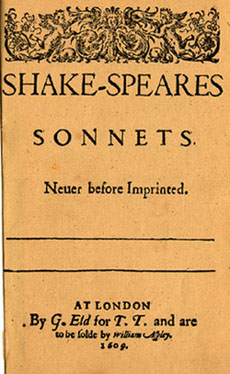
Strona tytułowa pierwszego wydania sonetów Shakespeare’a

Sonet 99 (Zuchwałość fiołka łajem tak) – jeden z cyklu sonetów autorstwa Williama Shakespeare’a. Po raz pierwszy został opublikowany w 1609 roku.
Wielu badaczy jest zdania, że powstał on jako część serii trzech utworów (sonety: 97, 98, 99) traktujących o rozstaniu. Podobną tematykę mają też dzieła oznaczone numerami 54 i 55. Wysuwa się także tezę, iż stanowił on inspirację do stworzenia niektórych elementów Gwałtu na Lukrecji.

## Treść
W utworze tym podmiot liryczny cierpi z powodu rozstania z tajemniczym młodzieńcem. Porównuje jego piękno do piękna kwiatów, które czerpały ją właśnie z urody młodego człowieka.